# Dine Potter
Dine Potter (ur. 4 września 1975) – lekkoatletka, pochodząca z Antigui i Barbudy, specjalizująca się w biegach sprinterskich.
Reprezentowała swój kraj w sztafecie 4 × 100, na Letnich Igrzyskach Olimpijskich 1988, zajmując 6. miejsce.